# Jose Andrés García
Andrés García  (Valle del Cauca, Colombia. 16 de febrero de 1994) es un futbolista colombiano. Juega como portero y su equipo actual es el Técnico Universitario de la Serie B de Ecuador.

## Clubes
| Club                   | País     | Año         |
| ---------------------- | -------- | ----------- |
| Once Caldas S.A.       | Colombia | 2013        |
| Potros UAEM            | México   | 2016        |
| Atlético San Luis      | México   | 2016 - 2017 |
| Atlético Huila         | Colombia | 2017        |
| Independiente Medellín | Colombia | 2019        |

- Datos: Q48688456